# Fibre d'alpaga
Pour les articles homonymes, voir Alpaga (homonymie).

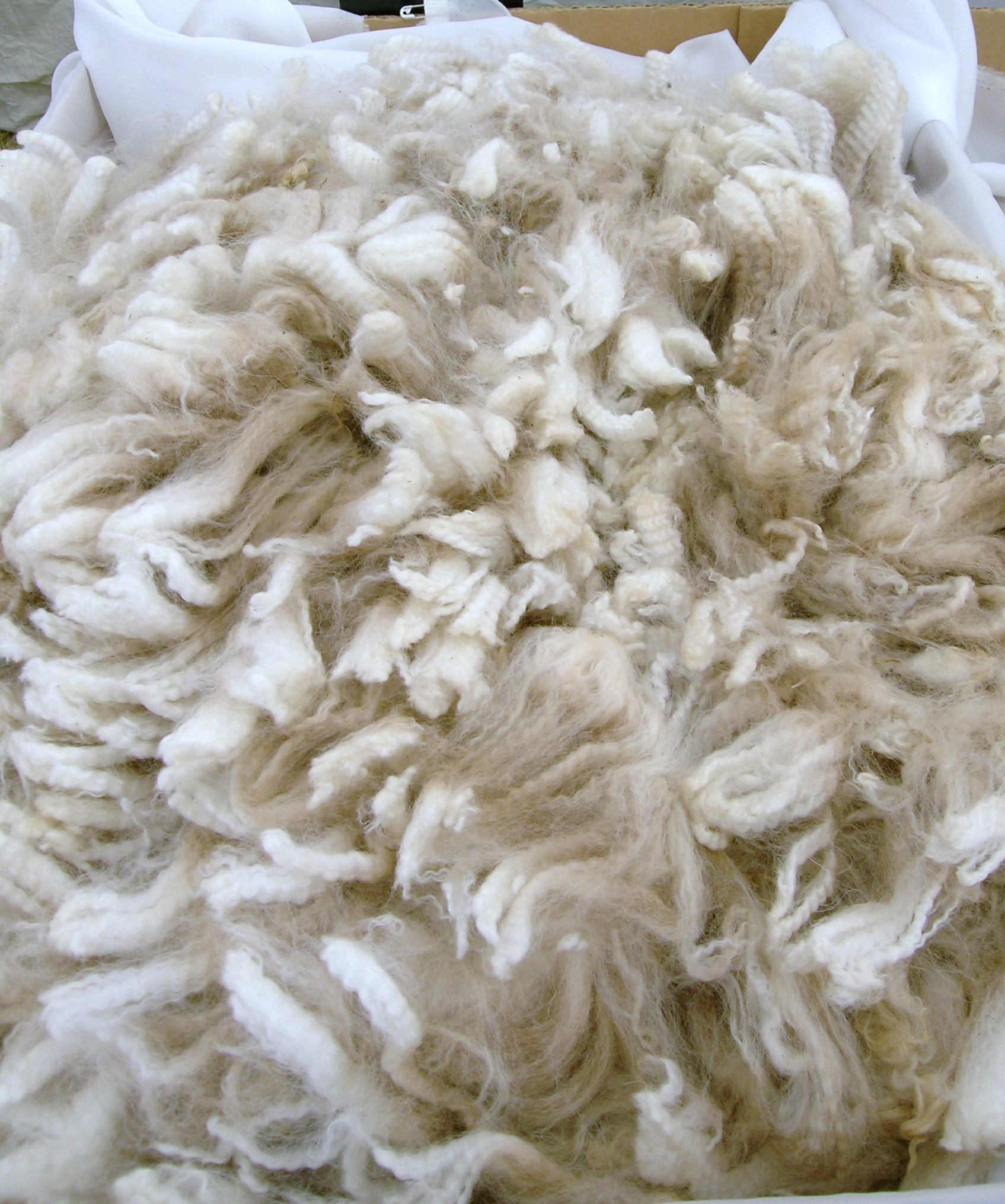
Laine d'alpaga.

La fibre d'alpaga est la fibre textile donnée par l'alpaga Vicugna pacos. Le terme désigne indifféremment la laine et le tissu produit avec les poils de cet animal.
La laine d'alpaga est une fibre de très haut de gamme, plus douce, plus chaude, plus résistante et plus légère que la laine de mouton. On peut tondre l'animal tous les ans, mais sa toison peut être gardée deux, voire trois ans. Les poils mesurent de 15 à 20 cm de long et l'animal donne de 2 à 3 kg de poil par an.
La laine d'alpaga est tissée seule ou mélangée à d'autres fibres.